# Магарил, Евгения Марковна

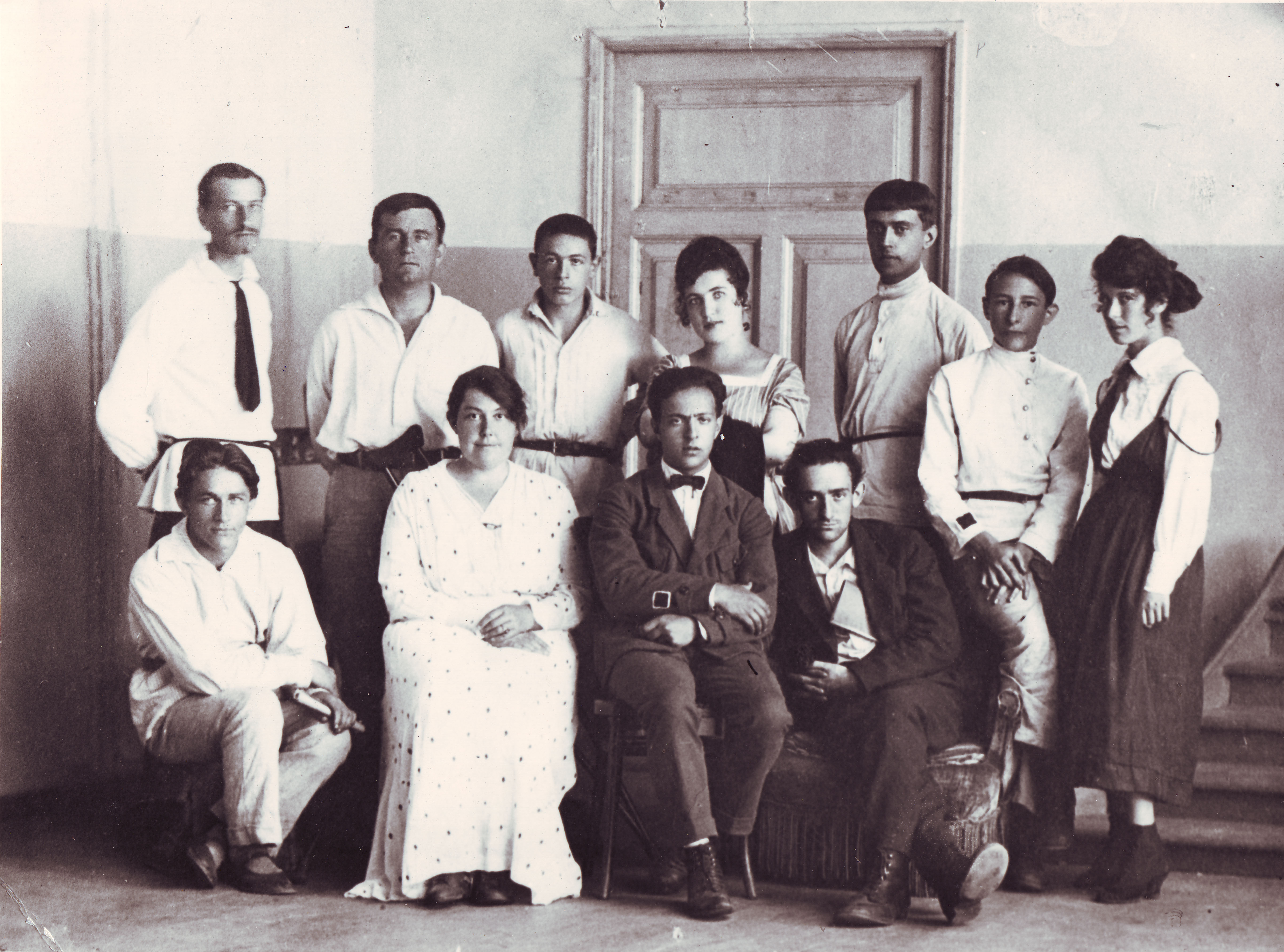
УНОВИС. Июнь 1922. Витебск. Стоят (слева направо): Иван Червинко, Казимир Малевич, Ефим Рояк, Анна Каган, Николай Суетин, Лев Юдин, Евгения Магарил. Сидят (слева направо): Михаил Векслер, Вера Ермолаева, Илья Чашник, Лазарь Хидекель

Евгения Марковна Магарил (21 июня 1902, Витебск — 7 февраля 1987, Ленинград) — советская художница, живописец и график.

## Биография
Родилась в семье печника.
Училась в Витебском художественном училище у М. Шагала, К. Малевича. В годы учения познакомилась с В. М. Ермолаевой, Л. М. Лисицким, К. Л. Богуславской. Член группы художников «Утвердители нового искусства» (Витебск), куда входили Эль Лисицкий, Лазарь Хидекель, Николай Суетин.
В 1922 году переехала в Петроград.
В 1922—1926 годах училась в Всероссийской академии художеств в Ленинграде, в мастерской пространственного реализма М. Матюшина. «Магарил стихийно талантлива. Ей не хватает организованного подхода, и её картины, очень содержательные, страдают от несходства содержания и формы. Но она работает над собой вовсю», писал М. В. Матюшин в своей рукописи «Творческий путь художника» в 1933—1934 годах Е. Магарил, наряду с другими художниками, входила в основную группу «школы Матюшина».
В 1926 году окончила Академию художеств.
В 1927—1929 годах работала художником по текстилю на Фабрике имени Петра Алексеева в Шлиссельбурге.
С 1929 году и на протяжении всей жизни работала учителем рисования в ленинградских школах.
В 1930 году принимала участие в деятельности группы художников — учеников М. В. Матюшина, под девизом КОРН, в Ленинградском доме работников искусств. С этого времени — участница многих выставок ленинградских художников.
В 1930—1932 годах начала совершать ежегодные творческие поездки по СССР; первые поездки состоялись в совхозы под Уральском и на стройки Магнитогорска.
В 1932 году вступила в члены Союза художников.
После начала войны и блокады оставалась в Ленинграде. Продолжала преподавать в школе. Вела альбом блокадных зарисовок. Создала цикл акварельных работ («В стационаре», «На улице. 25 марта 1942», «Блокадный хлеб», 1941) и ряд работ, выполненных в специфическом «блокадном» материале — соусе из угля, сажи и льняного масла («Художник работает», «За рисованием», «Очередь за хлебом», 1942).
В августе 1942 года выехала из осаждённого Ленинграда. Все довоенные работы и большинство блокадных работ художницы погибло во время блокады.
В 1942—1945 годах работала учителем рисования в городе Бийске Алтайского края. Вернулась в Ленинград в 1945 году.
В 1945—1951 годах преподавала акварель и рисунок в Ленинградском художественном училище.
В 1952 году, во время гонений на художников, была исключена из Союза художников за формализм: «её творчество не укладывается в рамки социалистического реализма».
С 1957 года ежегодно участвовала в ленинградских и во всесоюзных выставках.
С 1963 года работала в технике цветной литографии, сотрудничала с Экспериментальной литографской мастерской в ЛОСХ.
В 1966 году была восстановлена в членстве в Союзе художников.
В 1974 и 1984 годах в Ленинграде прошли персональные выставки художницы.
Евгения Марковна Магарил умерла 7 февраля 1987 года в Ленинграде в возрасте 84 лет.
Произведения художницы находятся в Русском музее в Санкт-Петербурге, Государственном музее истории Санкт-Петербурга, в частных собраниях России, Беларуси, США.

«В фигуре Я. Магарил мы видим опыт успешного персонального противостояния тоталитарным веяниям XX века (хотя бы в искусстве), поэтому можем гордиться белорусской художницей… Почтить память художницы лучше всего так — давать школьникам и студентам художественных специальностей задание по проектированию и исполнению картин, в которых материал преодолевал бы тотальность заданных супрематических форм».— Андрей Дубинин, художник и педагог, Минск
В 2022 году в Санкт-Петербурге состоялась выставка рисунков и акварелей, созданных художниками в 1941—1942 годах. Среди рисунков были представлены и работы Е. Магарил.